# Alocobisium solomonense
Espèce
Alocobisium solomonense est une espèce de pseudoscorpions de la famille des Syarinidae.

## Distribution
Cette espèce est endémique de Guadalcanal aux Îles Salomon. Elle se rencontre vers Honiara.

## Description
Le mâle holotype mesure 1,11 mm et la femelle paratype 1,38 mm.

## Étymologie
Son nom d'espèce, composé de solomon et du suffixe latin -ense, « qui vit dans, qui habite », lui a été donné en référence au lieu de sa découverte, les îles Salomon.

## Publication originale
- Morikawa, 1963 : Pseudoscorpionsfrom Solomon and New Britain. Bulletin of the Osaka Museum of Natural History, no 16, p. 1-8 (texte intégral).